# Аньє (Сеговія)
Аньє (ісп. Añe) — муніципалітет в Іспанії, у складі автономної спільноти Кастилія-і-Леон, у провінції Сеговія. Населення — 111 осіб (2010).
Муніципалітет розташований на відстані близько 85 км на північний захід від Мадрида, 17 км на північний захід від Сеговії.

## Демографія
Динаміка населення (INE ):